# Campeonato Mundial de Esgrima de 2019
O Campeonato Mundial de Esgrima de 2019 foi a 81ª edição do torneio organizado pela Federação Internacional de Esgrima (FIE). O evento foi disputado entre os dias 15 e 23 de julho no Syma Sport and Events Centre, em Budapeste, Hungria. 

## Calendário
Doze eventos foram realizados. 
Todos os horários são locais (UTC+2).
| Data                | Hora  | Evento                                |
| ------------------- | ----- | ------------------------------------- |
| 15 de julho de 2019 | 09:00 | Qualificação espada feminino          |
| 15 de julho de 2019 | 13:00 | Qualificação sabre masculino          |
| 16 de julho de 2019 | 09:00 | Qualificação florete feminino         |
| 16 de julho de 2019 | 13:99 | Qualificação espada masculino         |
| 17 de julho de 2019 | 09:00 | Qualificação florete masculino        |
| 17 de julho de 2019 | 14:00 | Qualificação sabre feminino           |
| 18 de julho de 2019 | 18:40 | Final espada feminino                 |
| 18 de julho de 2019 | 18:40 | Final sabre masculino                 |
| 19 de julho de 2019 | 18:30 | Final espada masculino                |
| 19 de julho de 2019 | 18:30 | Final florete feminino                |
| 20 de julho de 2019 | 09:40 | Qualificação espada equipe feminino   |
| 20 de julho de 2019 | 10:40 | Qualificação sabre equipe masculino   |
| 20 de julho de 2019 | 18:30 | Final sabre feminino                  |
| 20 de julho de 2019 | 18:30 | Final florete masculino               |
| 21 de julho de 2019 | 08:30 | Qualificação espada equipe masculino  |
| 21 de julho de 2019 | 08:30 | Qualificação florete equipe feminino  |
| 21 de julho de 2019 | 16:00 | Final espada equipe feminino          |
| 21 de julho de 2019 | 16:00 | Final sabre equipe masculino          |
| 22 de julho de 2019 | 09:40 | Qualificação florete equipe masculino |
| 22 de julho de 2019 | 11:15 | Qualificação sabre equipe feminino    |
| 22 de julho de 2019 | 16:00 | Final florete equipe feminino         |
| 22 de julho de 2019 | 16:00 | Final espoada equipe masculino        |
| 23 de julho de 2019 | 16:00 | Final sabre equipe feminino           |
| 23 de julho de 2019 | 16:00 | Final florete equipe masculino        |

## Resultados

### Masculino
| Eventos                        | Ouro                                                                                         | Prata                                                                      | Bronze                                                                     |
| Espada                         |                                                                                              |                                                                            |                                                                            |
| Espada individual (detalhes)   | Hungria · Gergely Siklósi                                                                    | Rússia · Sergey Bida                                                       | Itália · Andrea Santarelli                                                 |
| Espada individual (detalhes)   | Hungria · Gergely Siklósi                                                                    | Rússia · Sergey Bida                                                       | Ucrânia · Ihor Reizlin                                                     |
| Espada por equipes (detalhes)  | França · Alexandre Bardenet · Yannick Borel · Ronan Gustin · Daniel Jerent                   | Ucrânia · Anatoliy Herey · Bohdan Nikishyn · Ihor Reizlin · Roman Svichkar | Suíça · Max Heinzer · Lucas Malcotti · Michele Niggeler · Benjamin Steffen |
| Florete                        |                                                                                              |                                                                            |                                                                            |
| Florete individual (detalhes)  | França · Enzo Lefort                                                                         | Reino Unido · Marcus Mepstead                                              | Coreia do Sul Son Young-ki                                                 |
| Florete individual (detalhes)  | França · Enzo Lefort                                                                         | Reino Unido · Marcus Mepstead                                              | Rússia · Dmitry Zherebchenko                                               |
| Florete por equipes (detalhes) | Estados Unidos · Miles Chamley-Watson · Race Imboden · Alexander Massialas · Gerek Meinhardt | França · Erwann Le Pechoux · Enzo Lefort · Julien Mertine · Maxime Pauty   | Itália · Giorgio Avola · Andrea Cassarà · Alessio Foconi · Daniele Garozzo |
| Sabre                          |                                                                                              |                                                                            |                                                                            |
| Sabre individual (detalhes)    | Coreia do Sul Oh Sang-uk                                                                     | Hungria · András Szatmári                                                  | Irão Mojtaba Abedini                                                       |
| Sabre individual (detalhes)    | Coreia do Sul Oh Sang-uk                                                                     | Hungria · András Szatmári                                                  | Itália · Luca Curatoli                                                     |
| Sabre por equipes (detalhes)   | Coreia do Sul Gu Bon-gil Ha Han-sol Kim Jun-ho Oh Sang-uk                                    | Hungria · Tamás Decsi · Csanád Gémesi · András Szatmári · Áron Szilágyi    | Itália · Enrico Berrè · Luca Curatoli · Aldo Montano · Luigi Samele        |

### Feminino
| Eventos                        | Ouro                                                                                        | Prata                                                                                 | Bronze                                                                             |
| Espada                         |                                                                                             |                                                                                       |                                                                                    |
| Espada individual (detalhes)   | Brasil · Nathalie Moellhausen                                                               | China · Lin Sheng                                                                     | Ucrânia · Olena Kryvytska                                                          |
| Espada individual (detalhes)   | Brasil · Nathalie Moellhausen                                                               | China · Lin Sheng                                                                     | Hong Kong · Vivian Kong                                                            |
| Espada por equipes (detalhes)  | China · Lin Sheng · Sun Yiwen · Xu Anqi · Zhu Mingye                                        | Rússia · Tatyana Andryushina · Violetta Khrapina · Violetta Kolobova · Lyubov Shutova | Itália · Alice Clerici · Rossella Fiamingo · Federica Isola · Mara Navarria        |
| Florete                        |                                                                                             |                                                                                       |                                                                                    |
| Florete individual (detalhes)  | Rússia · Inna Deriglazova                                                                   | França · Pauline Ranvier                                                              | Itália · Arianna Errigo                                                            |
| Florete individual (detalhes)  | Rússia · Inna Deriglazova                                                                   | França · Pauline Ranvier                                                              | Itália · Elisa Di Francisca                                                        |
| Florete por equipes (detalhes) | Rússia · Inna Deriglazova · Anastasiia Ivanova · Larisa Korobeynikova · Adelina Zagidullina | Itália · Elisa Di Francisca · Arianna Errigo · Francesca Palumbo · Alice Volpi        | Estados Unidos · Jacqueline Dubrovich · Lee Kiefer · Nzingha Prescod · Nicole Ross |
| Sabre                          |                                                                                             |                                                                                       |                                                                                    |
| Sabre individual (detalhes)    | Ucrânia · Olha Kharlan                                                                      | Rússia · Sofya Velikaya                                                               | Grécia · Theodora Gkountoura                                                       |
| Sabre individual (detalhes)    | Ucrânia · Olha Kharlan                                                                      | Rússia · Sofya Velikaya                                                               | Roménia · Bianca Pascu                                                             |
| Sabre por equipes (detalhes)   | Rússia · Yana Egorian · Olga Nikitina · Sofia Pozdniakova · Sofya Velikaya                  | França · Cécilia Berder · Manon Brunet · Charlotte Lembach · Caroline Queroli         | Coreia do Sul Choi Soo-yeon Hwang Seon-a Kim Ji-yeon Yoon Ji-su                    |

## Quadro de medalhas
País sede
| Ordem | País               | Medalha de ouro | Medalha de prata | Medalha de bronze |    |
| ----- | ------------------ | --------------- | ---------------- | ----------------- | -- |
| 1     | RUS Rússia         | 3               | 3                | 1                 | 7  |
| 2     | FRA França         | 2               | 3                |                   | 5  |
| 3     | KOR Coreia do Sul  | 2               |                  | 2                 | 4  |
| 4     | HUN Hungria        | 1               | 2                |                   | 3  |
| 5     | UKR Ucrânia        | 1               | 1                | 2                 | 4  |
| 6     | CHN China          | 1               | 1                |                   | 2  |
| 7     | USA Estados Unidos | 1               |                  | 1                 | 2  |
| 8     | BRA Brasil         | 1               |                  |                   | 1  |
| 9     | ITA Itália         |                 | 1                | 7                 | 8  |
| 10    | GBR Grã-Bretanha   |                 | 1                |                   | 1  |
| 11    | GRE Grécia         |                 |                  | 1                 | 1  |
|       | HKG Hong Kong      |                 |                  | 1                 | 1  |
|       | IRI Irã            |                 |                  | 1                 | 1  |
|       | ROU Romênia        |                 |                  | 1                 | 1  |
|       | SUI Suíça          |                 |                  | 1                 | 1  |
| TOTAL | TOTAL              | 12              | 12               | 18                | 42 |